# Walter Spät
Walter Spät (ur. 4 kwietnia 1919, zm. 15 maja 1989) – brazylijski przywódca religijny i rzemieślnik.

## Życiorys
Urodził się w Niemczech, jako czterolatek wraz z rodziną wyemigrował do Brazylii. Był utalentowanym rzemieślnikiem. Zawodowo zajmował się wyrobem mebli, z czasem wszedł w posiadanie cenionego zakładu meblarskiego. Zetknął się z Kościołem Jezusa Chrystusa Świętych w Dniach Ostatnich, w 1950 wspólnie ze swą żoną został ochrzczony jako członek tej wspólnoty religijnej. Posługiwał w licznych powołaniach w ramach swej nowej grupy wyznaniowej. Był zatem prezydentem gminy, prezydentem dystryktu oraz doradcą w prezydium brazylijskiej misji Kościoła. W 1966 został prezydentem palika w São Paulo, pierwszego palika Kościoła nie tylko w Brazylii ale również w całej Ameryce Południowej. Palik w mormońskiej strukturze organizacyjnej odpowiada katolickiej diecezji. Posługiwał w tym powołaniu przez przeszło dekadę. W kolejnych latach pozostał ważną postacią w kościelnej hierarchii w Brazylii oraz Ameryce Łacińskiej. Był regionalnym reprezentantem, wreszcie zaś zasiadał w prezydium świątyni mormońskiej w São Paulo. To zresztą w jego zakładzie meblarskim wykonano meble znajdujące się na wyposażeniu tego właśnie, świętego dla mormonów obiektu sakralnego.
W pamięci zbiorowej brazylijskich świętych zapisał się jako człowiek surowy. Przyznaje się niemniej, iż odegrał kluczową rolę w rozwoju Kościoła Jezusa Chrystusa Świętych w Dniach Ostatnich w Brazylii.